# Região Geográfica Imediata de Itaporanga
A Região Geográfica Imediata de Itaporanga é uma das quinze regiões imediatas do estado brasileiro da Paraíba, uma das cinco regiões imediatas que compõem a Região Geográfica Intermediária de Patos e uma das 509 regiões imediatas no Brasil, criadas pelo IBGE em 2017.
É composta por quinze municípios, tendo uma população estimada pelo IBGE para 1.º de julho de 2017, de 123 758 habitantes e uma área total de 4 510,235 km².
A cidade-sede Itaporanga é a mais populosa da região, com 24 842 habitantes.

## Municípios
Fonte: IBGE – Cidades
| Município            | População Estimativa 2017 | Área (km²) |
| -------------------- | ------------------------- | ---------- |
| Aguiar               | 5 562                     | 344,708    |
| Boa Ventura          | 5 349                     | 170,580    |
| Conceição            | 18 944                    | 579,436    |
| Curral Velho         | 2 517                     | 222,957    |
| Diamante             | 6 550                     | 269,111    |
| Ibiara               | 5 925                     | 244,484    |
| Igaracy              | 6 173                     | 192,260    |
| Itaporanga           | 24 842                    | 468,059    |
| Nova Olinda          | 5 944                     | 84,253     |
| Pedra Branca         | 3 803                     | 112,932    |
| Piancó               | 16 091                    | 564,735    |
| Santa Inês           | 3 596                     | 324,425    |
| Santana de Mangueira | 5 159                     | 402,153    |
| Santana dos Garrotes | 7 024                     | 353,815    |
| São José de Caiana   | 6 279                     | 176,327    |
| Total                | 123 758                   | 4 510,235  |